# Мударисов, Салават Гумерович
Мударисов Салават Гумерович (род. 29 июля 1969) — российский ученый, руководитель научной школы в области механизации растениеводства. Доктор технических наук (2007 г.), профессор (2011 г.), заведующий кафедрой сельскохозяйственных машин (с. 1997 г.) Башкирского государственного аграрного университета, академик Академии наук Республики Башкортостан (2024 г.).

## Биография
Родился 29 июля 1969 в с. Ермухаметово Туймазинского района Башкирской АССР.
- 1986—1992 гг. студент факультета механизации сельского хозяйства Башкирского сельскохозяйственного института.
- 1988-89 гг. служил в рядах Вооруженных сил.
- 1992-93 гг. инженер КИПиА госплемзавода «Туймазинский» Туймазинского района Республики Башкортостан.
- 1993-96 гг. аспирант кафедры сельскохозяйственных машин Башкирского государственного агарного университета.
- 1996-97 гг. ассистент, старший преподаватель кафедры информатики и основ научных исследований, заместитель декана факультета механизации сельского хозяйства Башкирского государственного агарного университета.
- 1996 г. защитил диссертацию на соискание ученой степени кандидата технических наук «Совершенствование конструкции и управление качеством работы почвообрабатывающих дисковых орудий в целях повышения их эффективности» по специальности 05.20.01 — Технологии и средства механизации сельского хозяйства.
- 1997—2002 гг. заведующий кафедрой сельскохозяйственных машин Башкирского государственного аграрного университета.
- 2002—2005 гг. докторант кафедры почвообрабатывающих и посевных машин Челябинского государственного агроинженерного университета.
- 2007 г.: защитил диссертацию на соискание ученой степени доктора технических наук на тему «Повышение качества обработки почвы путем совершенствования рабочих органов машин на основе моделирования технологического процесса» по специальности 05.20.01 — Технологии и средства механизации сельского хозяйства.
- 2006—2008 гг. заведующий кафедрой начертательной геометрии и графики Башкирского государственного агарного университета.
- 2008 г заведующий кафедрой мехатронных систем и машин аграрного производства Башкирского государственного аграрного университета.
- 2018 г. избран членом корреспондентом Академии наук Республики Башкортостан, отделение агро- и биотехнологий.
- 2024 г. избран академиком Академии наук Республики Башкортостан, отделение агро- и биотехнологий.

## Деятельность учёного, практика и педагога
Мударисов С. Г. является руководителем научной школы «Исследование рабочих процессов сельскохозяйственных машин, моделирование механизированных технологических процессов растениеводства».
Научные исследования Мударисова С. Г. направлены на повышение качества работы сельскохозяйственных машин путем их совершенствования на основе моделирования технологического процесса и разработки цифровых двойников.
Мударисовым С. Г. получены следующие основные научные результаты:
• впервые разработана модель процесса взаимодействия рабочих органов с почвой в виде системы уравнений динамики сплошной среды и изменения плотности почвенного пласта в процессе обработки;
• разработаны орудия для традиционных и энергосберегающих технологий, позволяющие получить требуемое качество выполнения технологического процесса в зависимости от состояния почвы;
• разработаны математические модели процесса работы пневматических систем зерновых сеялок, зерноочистительных машин и систем очитки зерноуборочных комбайнов на основе уравнений динамики двухфазных сред «газ – твердые частицы»,
• разработаны математические модели процессов работы почвообрабатывающих, посевных, зерноочистительных машин и машин предпосевной обработки семян на основе методов вычислительной гидродинамики и дискретных элементов,
• обоснованы и разработаны цифровые двойники технологических процессов почвообрабатывающих и посевных машин на основе методов вычислительной гидродинамики и дискретных элементов, обеспечивающие сокращение затрат и ресурсов при производстве новых машин от идеи до финального прототипа,
• разработанные цифровые двойники, выступающие как составные части системы автоматизированного проектирования сельскохозяйственных машин, позволяют на стадии проектирования обосновать их параметры для обеспечения требуемого качества выполнения технологического процесса.
На основе исследований Мударисова С. Г. разработаны и внедрены в производство:
- стерневая сеялка СС-6 в ЗАО «Стерлитамакская машиностроительная компания»,
- культиватор КПО-6 в ОАО «Туймазинский завод автобетоновозов», г. Туймазы,
- лемешно-роторный плуг ПЛР-2 в ОАО «Башсельмаш», г. Нефтекамск,
- комбинированные почвообрабатывающе-посевные агрегаты ППА-5,4, ППА-7,2, ППА-14,7 в ЗАО ИПП «Техартком», г. Челябинск,
- плуг-дискатор ПДУ-6×4 «Ермак» в ООО «Варноагромаш», п. Варна, Челябинская область,
- бороны дисковые БДН-4,0, 8,0, БДП-6,1, 8,0, борона ротационная БРН-5,6 в ООО «Челябинский компрессорный завод»,
- культиваторы полунавесные КПУ-3,0, КПУ-8,0, плуг фронтальный ПФ-4 в ООО «Челябинский компрессорный завод»,
- пневматические посевные комплексы ПК-7,5, ПК-12,0 в ООО «Челябинский компрессорный завод»,
- модульные шахтно-жалюзийные зерносушилки ЗСК-3.8 в ООО «Челябинский компрессорный завод», г. Челябинск.

Мударисов С. Г. подготовил 5 докторов наук и 12 кандидатов наук.

## Наиболее значимые научные работы
Мударисов С. Г. автор 326 научных работ, в том числе 9 монографий, 5 рекомендаций производству, 53 патентов на изобретения и полезную модель, 111 работ в рецензируемых научных изданиях, 55 работ в изданиях, входящих в международную базу цитирования Web of Science и Scopus.
- Система машин и оборудования для реализации инновационных технологий в растениеводстве и животноводстве Республики Башкортостан (монография). -Уфа: Башкирский ГАУ, 2014. — 327 с.
- Система ведения агропромышленного производства в Республике Башкортостан (монография) в соавторстве. -Уфа: АН РБ, Гилем, 2012. — 528 с.
- Влагоаккумулирующие технологии, техника для обработки почв и использование минеральных удобрений в экстремальных условиях: научн. изд. ГНУ ВИМ, ГНУ ВНИМС (монография) в соавторстве. -Рязань: ГНУ ВНИМС, 2014. −246 с.,
- Чизельные плуги и глубокорыхлители (монография). -Уфа, 2014, — 152 с.,
- Моделирование в агроинженерии. – Москва, Берлин: Издательство Директ-Медиа, 2021, 216 с.
- Агротехнические особенности использования Strip-Till-технологии в растениеводстве (рекомендации производству) в соавторстве. Министерство сельского хозяйства Республики Башкортостан, Академия наук Республики Башкортостан, Башкирский государственный аграрный университет, Башкирский научно-исследовательский институт сельского хозяйства. — Уфа, 2017. — 44 с.
- Настройка и регулировка сельскохозяйственных машин: учебное пособие для вузов / С. Г. Мударисов [и др.]; ответственный редактор С. Г. Мударисов. — Москва: Издательство Юрайт, 2023. — 195 с.

## Признание
- 2010, 2023: Почетная грамота Министерства сельского хозяйства республики Башкортостан;
- 2016: Почетная грамота Министерства образования и науки Российской Федерации.
- 2017: Благодарственное письмо Министерства сельского хозяйства Республики Башкортостан.
- 2022: лауреат общенациональной премии «Профессор года» в номинации «Технические науки».
- 2024: Почетное звание «Заслуженный деятель науки Республики Башкортостан».